# Halit Selfo
Halit Selfo (ur. 2 kwietnia 1918 w Gjirokastrze, zm. 14 sierpnia 1964) – albański tłumacz.

## Życiorys
Początkowo uczył się w rodzinnej Gjirokastrze, następnie uczęszczał do Liceum Francuskiego w Korczy. Ukończył następnie studia na Uniwersytecie Padewskim.
W 1946 roku został aresztowany i skazany na 10 lat pozbawienia wolności za antyrządową propagandę; wyszedł na wolność po trzech latach odbywania wyroku.
Poza ojczystym językiem albańskim znał także języki francuski, angielski, rosyjski i włoski. Przetłumaczył na język albański ponad 50 utworów literackich, między innymi Hrabiego Monte Christo Alexandre Dumasa, Chłopców z Placu Broni Ferenca Molnára, Poemat pedagogiczny Antona Makarenki, Serce Edmondo De Amicisa oraz Dzieci kapitana Granta Juliusza Verne’a.